# (5096) Luzin
(5096) Luzin es un asteroide perteneciente al cinturón de asteroides, descubierto el 5 de septiembre de 1983 por la astrónoma ucraniana Liudmila Zhuravliova desde el Observatorio Astrofísico de Crimea (República de Crimea).

## Designación y nombre
Designado provisionalmente como 1983 RC5. Fue nombrado Luzin en honor al matemático ruso soviético Nikolái Nikoláyevich Luzin, profesor de la Universidad de Moscú, que hizo contribuciones fundamentales a la teoría de las funciones reales.

## Características orbitales
Luzin está situado a una distancia media del Sol de 2,351 ua, pudiendo alejarse hasta 2,700 ua y acercarse hasta 2,001 ua. Su excentricidad es 0,148 y la inclinación orbital 7,249 grados. Emplea 1316,79 días en completar una órbita alrededor del Sol.

## Características físicas
La magnitud absoluta de Luzin es 12,9. Tiene 6,874 km de diámetro y su albedo se estima en 0,284.